# Antivari csata
Az antivari csata az első világháború első tengeri összecsapása volt Antivari városának partjainál a Montenegró elleni osztrák-magyar tengeri blokádban részt vevő SMS Zenta védett cirkáló és SMS Ulan romboló, továbbá az őket megtámadó francia–brit hajókötelék között 1914. augusztus 16-án.

## Előzmények
Montenegró, Szerbia szövetségese 1914. augusztus 5-én megszakította diplomáciai kapcsolatait a Monarchiával, majd másnap hadat üzent a központi hatalmaknak. Montenegró háborúba lépését követően az osztrák-magyar haditengerészet kénytelen volt kiürítenie azokat az állomáshelyeit és támaszpontjait, amik a legjobban lehettek kitéve a magaslati csúcsokon elhelyezett montenegrói ütegek tüzének. Az Adriai-tengeren leadott első lövésre augusztus 8-án került sor, mikor az SMS Szigetvár és az SMS Zenta cirkáló, az SMS Uskoke romboló és a 72F torpedónaszád tűz alá vette és szétlőtte az Antivariban felállított rádióállomást és a vasúti berendezéseket. A montenegróiak visszalőttek, de a hajókban nem okoztak kárt. Augusztus 10-étől a monarchia hadihajói tengeri zárlat alá vonták Montenegrót, azonban a Cattarói-öbölben tartózkodók hajók kis száma miatt ezt csak nappal tudták fenntartani. Augusztus 12-én a Anglia és Franciaország hadat üzent az osztrák–Magyar Monarchiának. Ezt követően már az Adriai-tengeren is számolni kellett a két ország hadihajóinak megjelenésére.

## A csata lefolyása
1914. augusztus 16-án a blokádszolgálatot az SMS Zenta és az SMS Ulan romboló látta el. Az osztrák-magyar hadihajók Antivari és a Menders-fok között, délkeleti irányba haladtak, amikor délnyugat felől füstoszlopok jelentek meg a horizonton. A Zenta parancsnoka, Paul Pachner fregattkapitány megállapította, hogy a közeledő hajók csakis az ő hajójánál erősebb, ellenséges hajóegységek lehetnek, ezért azonnali parancsot adott a visszafordulásra és a Zenta az SMS Ulan rombolóval együtt teljes sebességgel Cattaro felé vette az irányt. Percek múlva nyugat-északnyugati irányban újabb füstoszlopok jelentek meg és megkísérelték a két hajót harapófogóba zárni. Pachner parancsot adott a gyorsabb Ulan rombolónak, hogy törjön ki a gyűrűből, míg a lassabb Zentával igyekezett minél közelebb kerülni a parthoz, hogy megnehezítse a hajó bemérését az ellenség tüzéreinek, továbbá a hajó esetleges elsüllyedése esetén a legénység könnyebben kiúszhasson a szárazföldre.
A többszörös túlerőben lévő francia és brit hajóhad 12 kilométerre közelítette meg a hajót, majd megadásra szólította fel. Válaszul a Zentán felvonták a hajó díszlobogóját, mire az ellenséges csatahajók tüzet nyitottak. A Zenta több súlyos találatot is kapott, ennek ellenére megmaradt ágyúiból viszonozta a tüzet. Negyedórás harcot követően a fő gázvezetéket ért találat miatt a hajó mozgásképtelenné vált, s nem sokkal később elkezdett süllyedni. A kapitány kiadta a parancsot a hajó elhagyására. 9:30-kor a hajó elmerült, azonban különböző okok miatt a francia és brit hajók nem mentették ki a vízben úszó túlélőket. A Zenta életben maradt tengerészei több órás úszás után érték el a montenegrói partokat, ahol fogságba estek.

## Következmények
A hajó 312 fős legénységének csak körülbelül a fele, 139 ember élte túl a hajó elsüllyedését. Ennek a heves harcok mellett oka volt az is, hogy egyik fél sem kísérelte meg az osztrák-magyar hajótöröttek kimentését a tengerből. Az összecsapásról szóló osztrák-magyar források el is marasztalják a francia-brit flottaköteléket a csatát követő magatartásáért, azonban az is tény, hogy a Császári és Királyi Haditengerészet sem tett semmit a saját tengerészeinek kimentésének érdekében. A Zentától eltérően az SMS Ulan rombolónak az erős ellenséges tűz ellenére sikerült befutnia Cattaróba, elkerülve a pusztulást.
Az összecsapást követően az osztrák-magyar hadvezetés feladta a montenegrói kikötők elleni blokádot, helyette aknazárral igyekezett ellehetetleníteni Antivari kikötőjének működését, továbbá tengeralattjárókat állomásoztatott a térségben.

## A csatában részt vevő tengeri egységek

### Francia Haditengerészet
- Courbet dreadnought csatahajó, zászlóshajó
- Jean Bart dreadnought csatahajó
- Voltaire pre-dereadnought csatahajó
- Vergniaud  pre-dereadnought csatahajó
- Diderot  pre-dereadnought csatahajó
- Danton  pre-dereadnought csatahajó
- Condorcet  pre-dereadnought csatahajó
- Vérité  pre-dereadnought csatahajó
- Justice  pre-dereadnought csatahajó
- Démocratie  pre-dereadnought csatahajó
- Patrie  pre-dereadnought csatahajó
- République  pre-dereadnought csatahajó
- Victor Hugo páncélos cirkáló
- Jules Ferry páncélos cirkáló
- Jurien de la Gravière védett cirkáló
- 5 rombolóraj

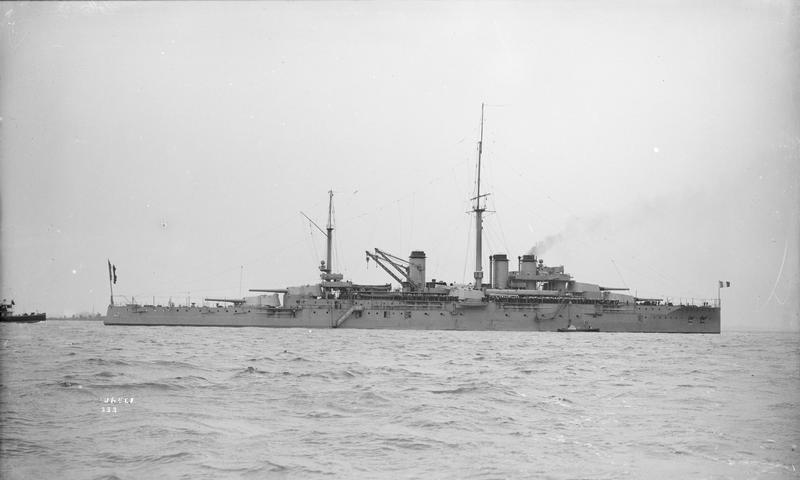
A Courbet osztályú Courbet francia dreadnought csatahajó
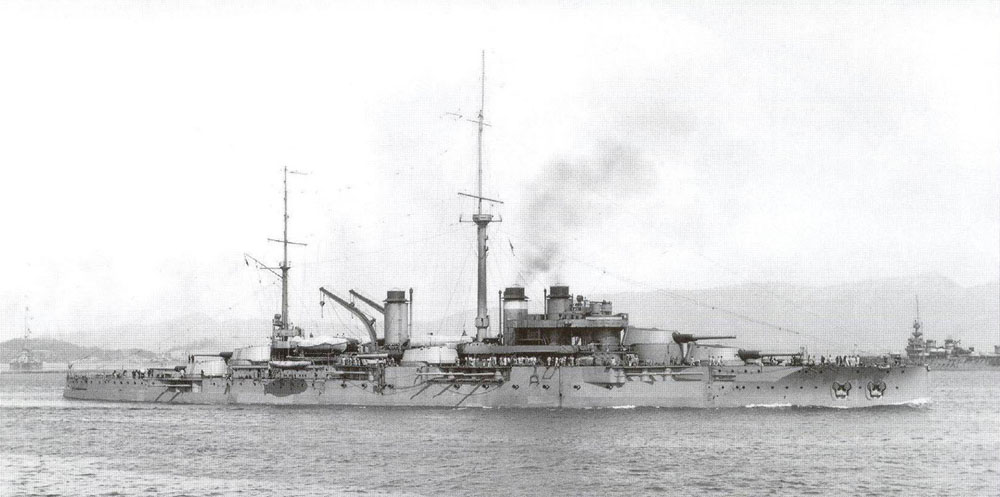
A Courbet osztályú Jean Bart francia dreagnought csatahajó
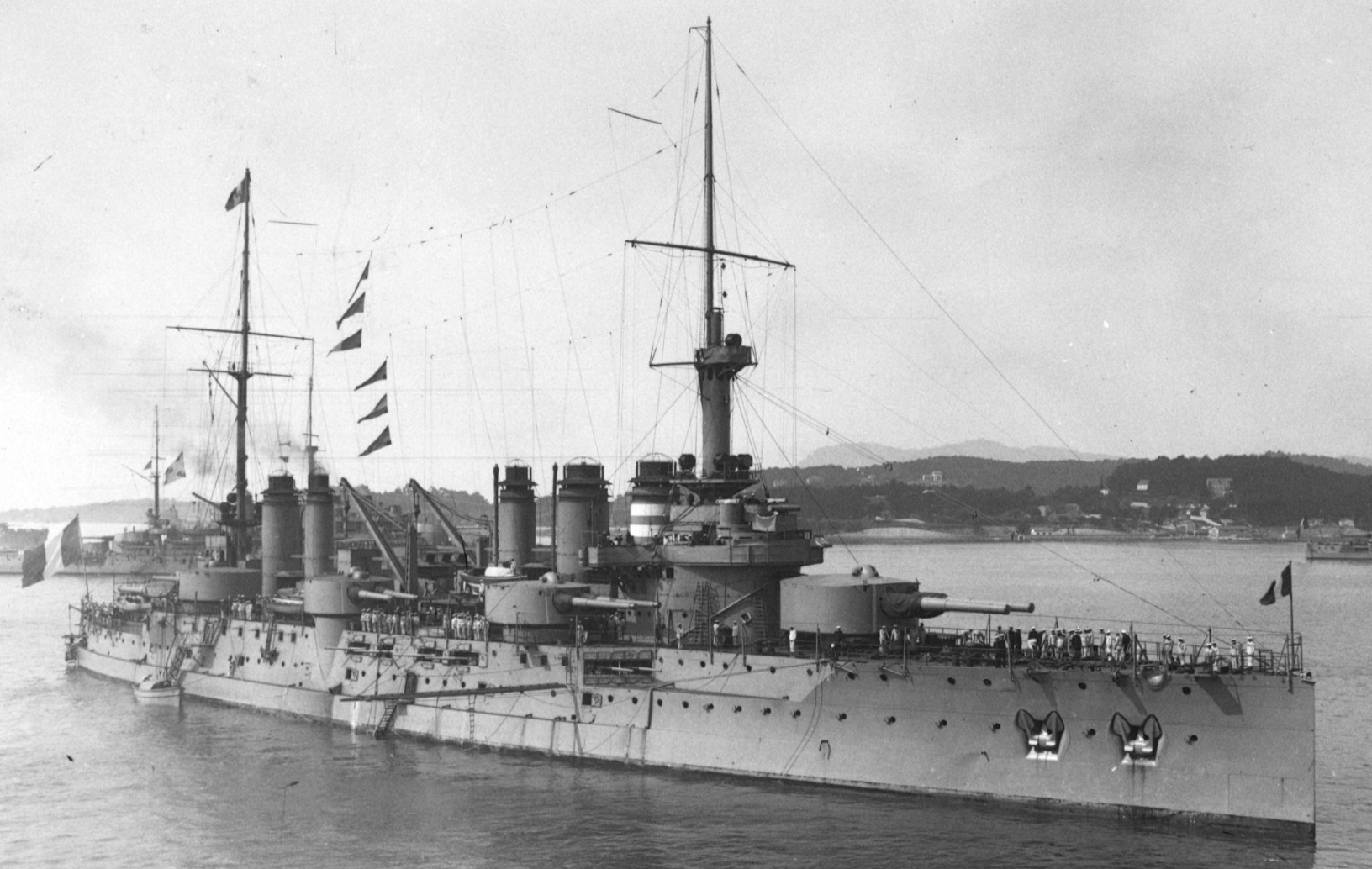
A Danton osztályú Voltaire francia pre-dreadnought csatahajó
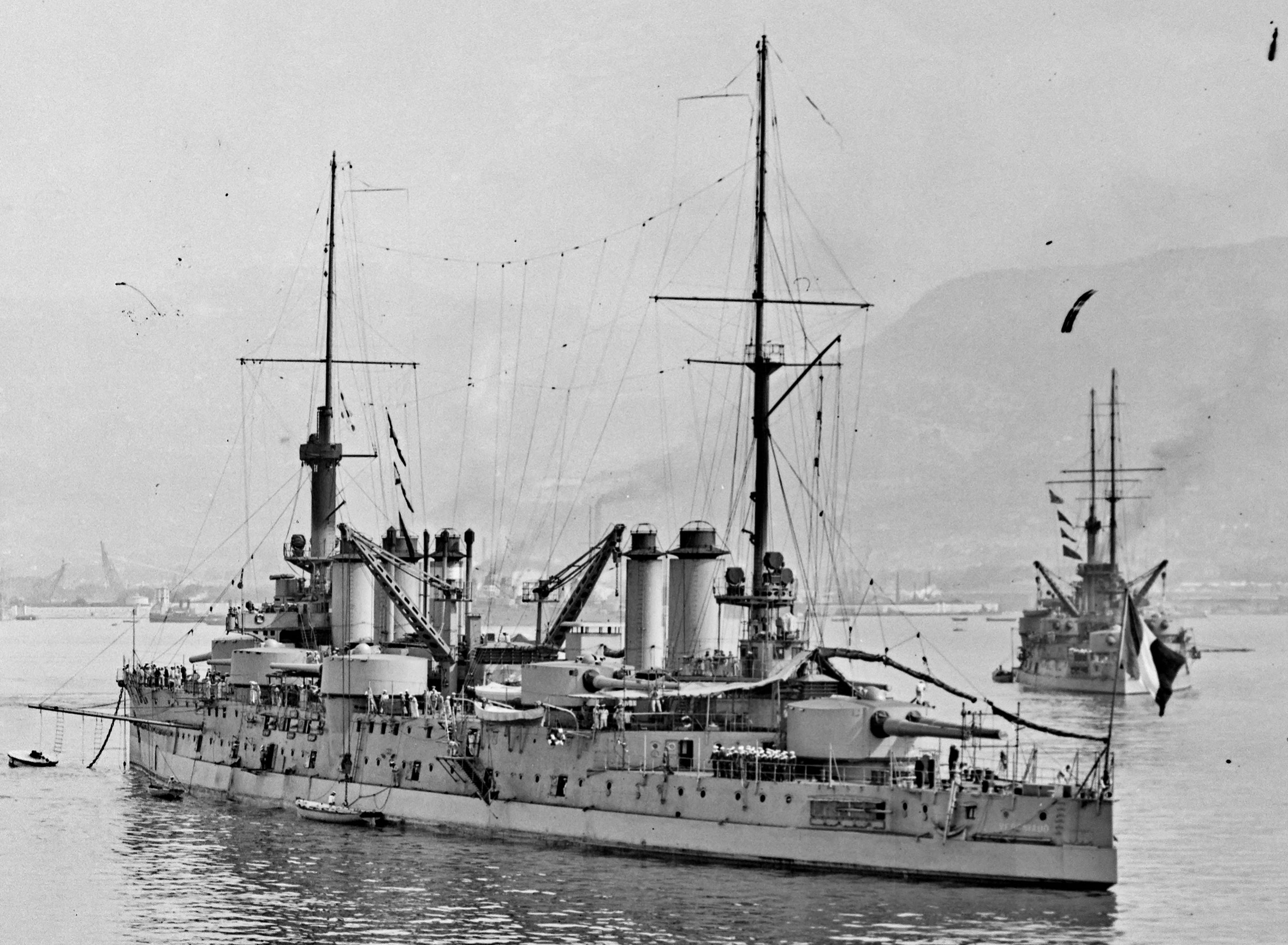
A Danton osztályú Vergniaud francia pre-dreadnought csatahajó
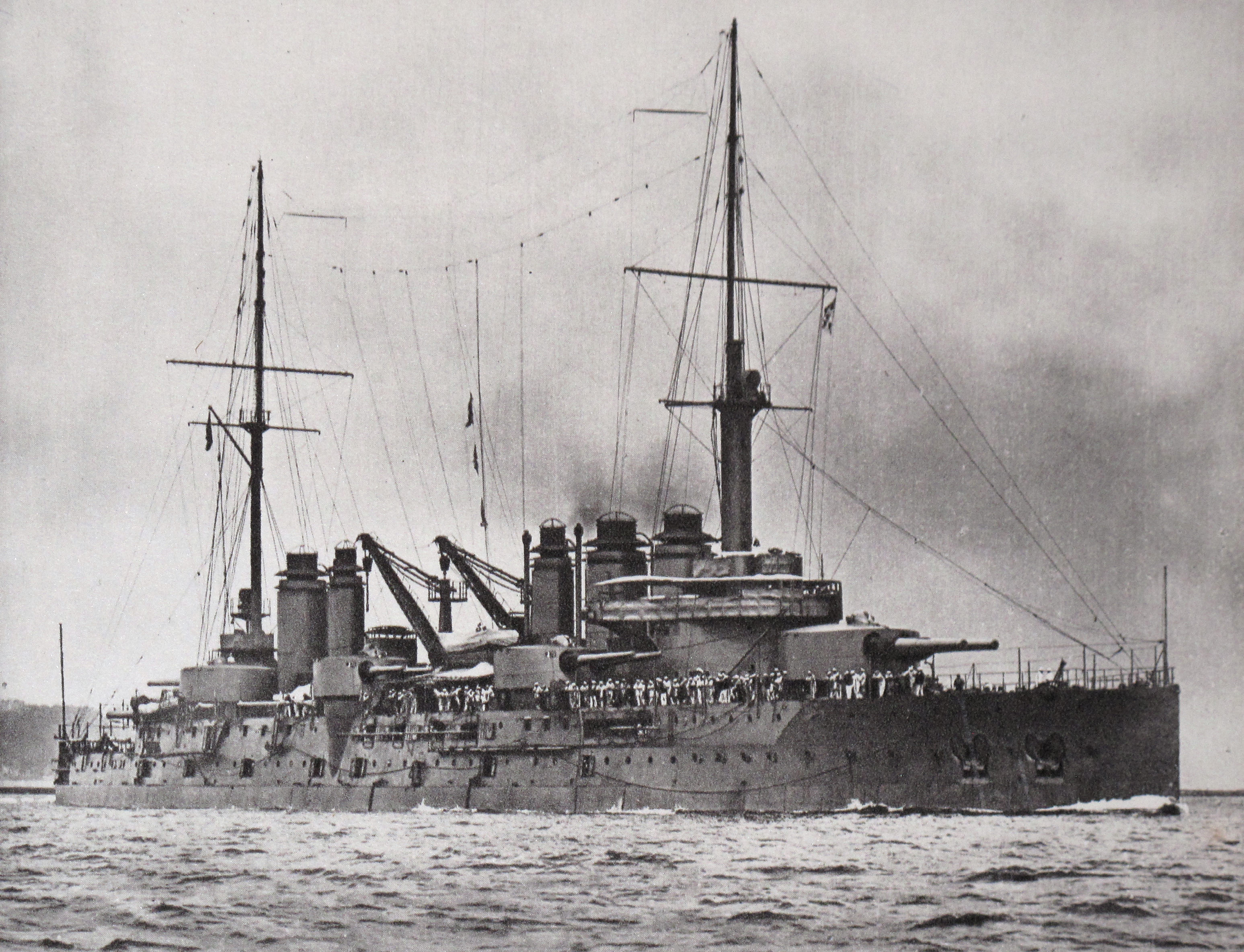
A Danton osztályú Danton francia pre-dreadnought csatahajó
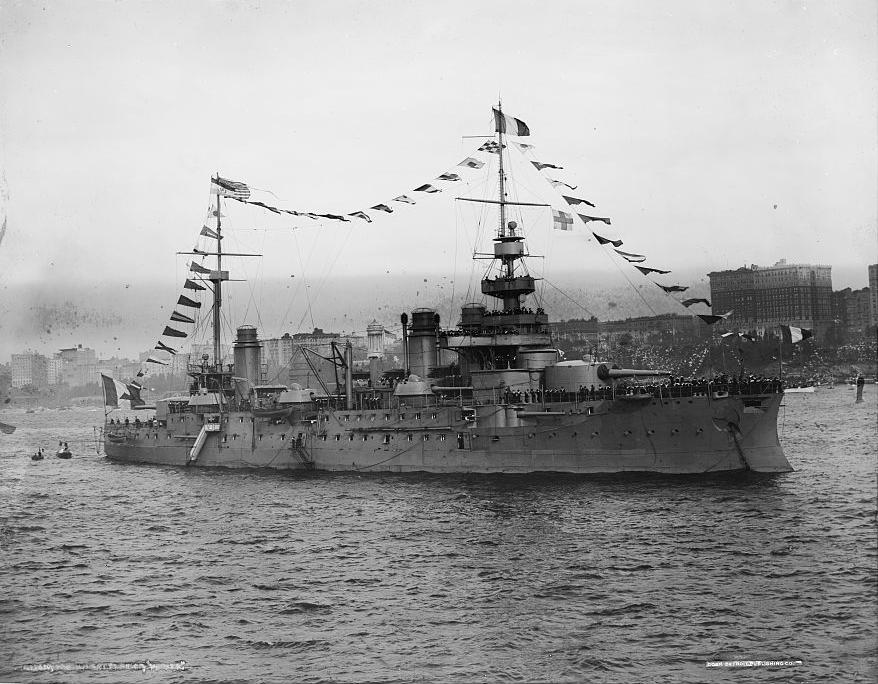
A Liberté osztályú Vérité francia pre-dreadnought csatahajó
A Liberté osztályú Justice francia pre-dreadnought csatahajó
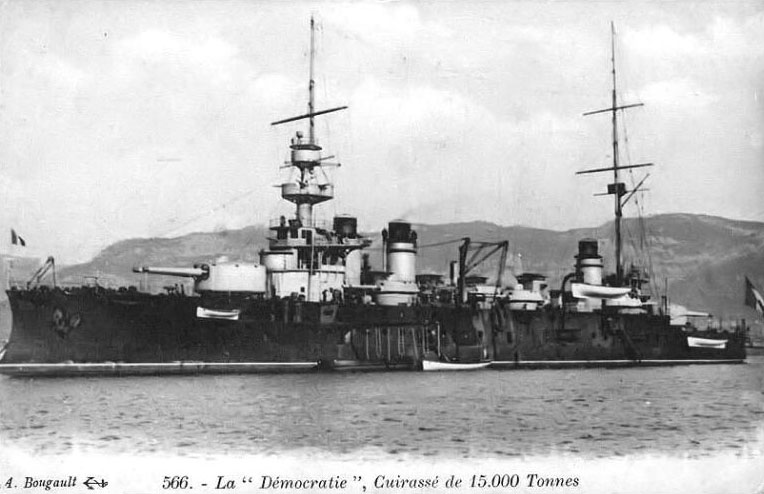
A Liberté osztályú Democratie francia pre-dreadnought csatahajó
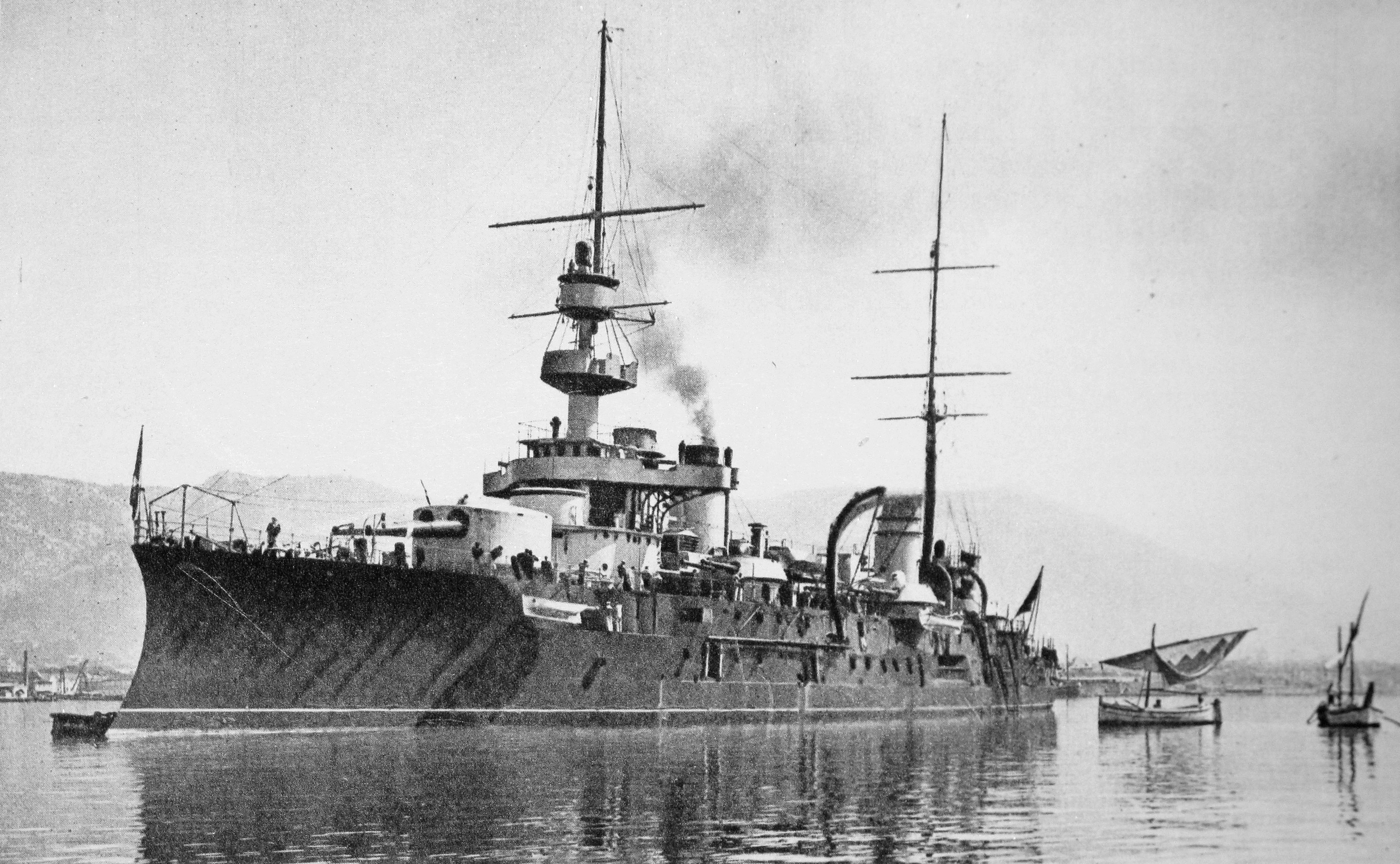
A République osztályú Patrie francia pre-dreadnought csatahajó
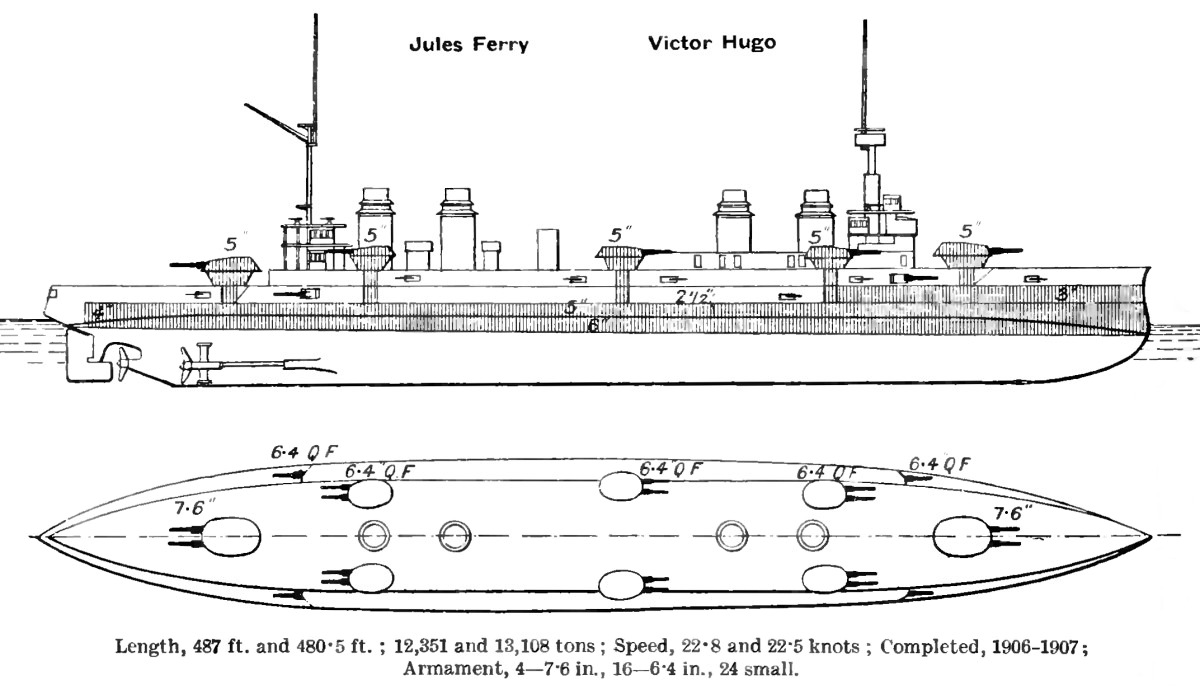
A Léon Gambetta osztályú Victor Hugo és Jules Ferry francia páncélos cirkálók jellegrajza
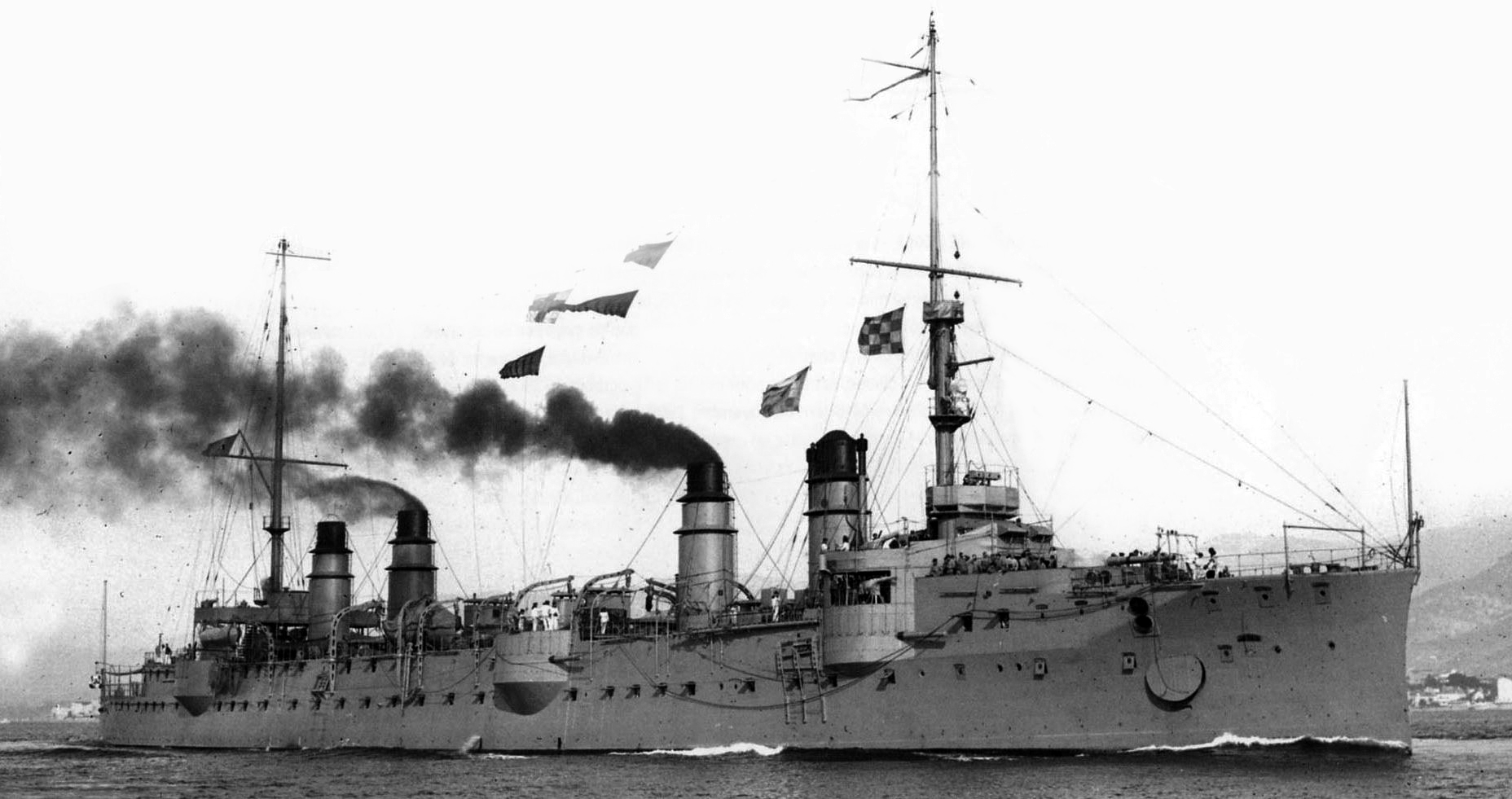
A Jurien de la Graviere francia védett cirkáló

### Brit Királyi Haditengerészet
- HMS Warrior páncélos cirkáló
- HMS Defence páncélos cirkáló
- 3 rombolóraj

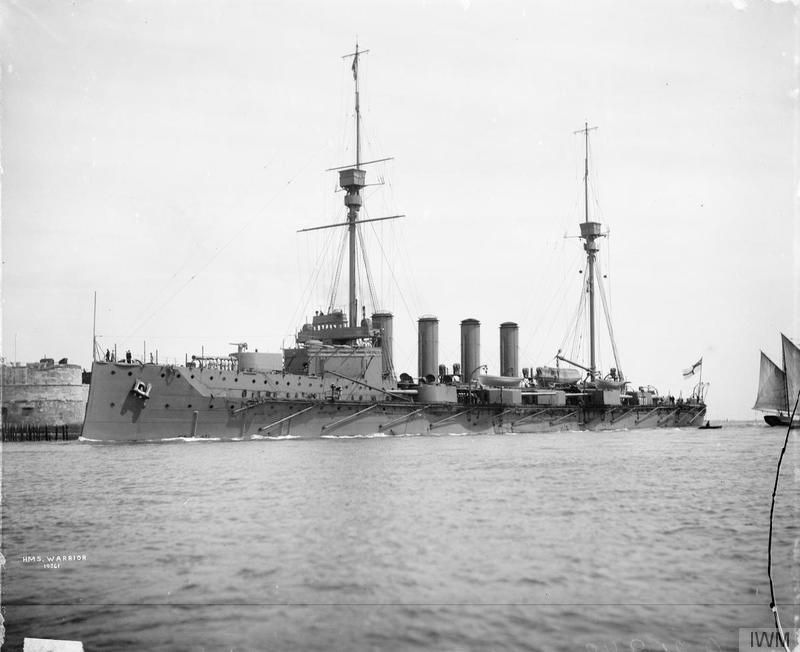
A Warrior osztályú HMS Warrior brit páncélos cirkáló.
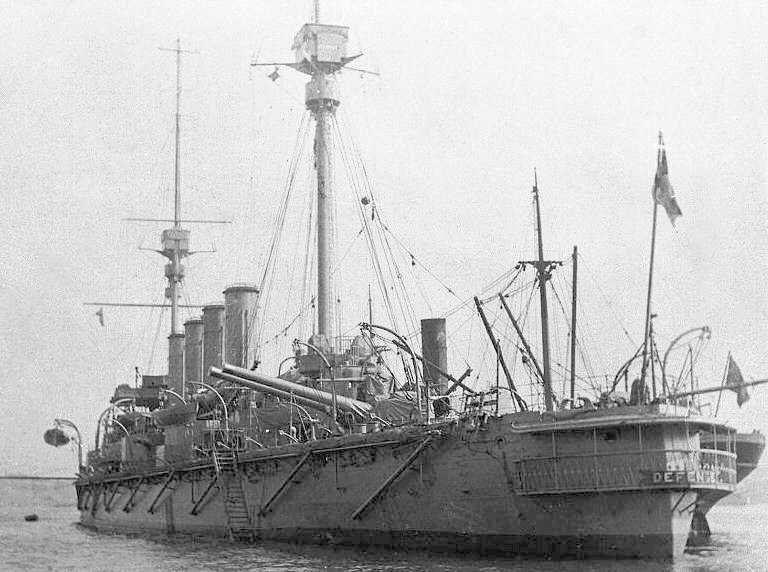
A Minotaur osztályú HMS Defence brit páncélos cirkáló.

### Császári és Királyi Haditengerészet
- SMS Zenta védett cirkáló
- SMS Ulan romboló

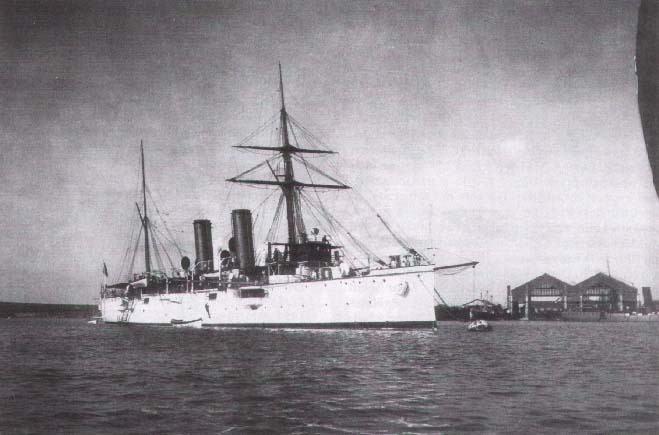
A Zenta osztályú SMS Zenta osztrák-magyar védett cirkáló 1899-ben.
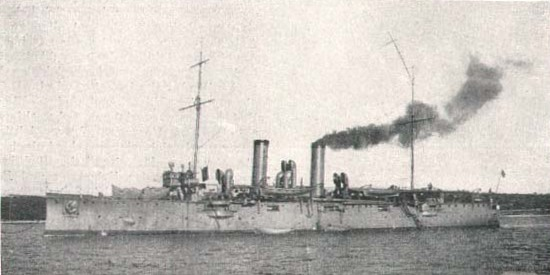
A Zenta osztályú SMS Zenta osztrák-magyar védett cirkáló 1914-ben.
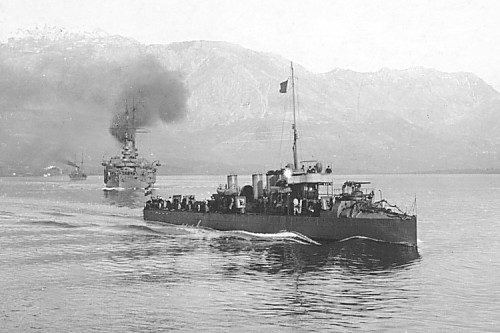
A Huszár osztályú SMS Ulan osztrák-magyar romboló.

## További irodalom
- Csonkaréti Károly: A Zenta cirkálóval kezdődött, Móra Ferenc Könyvkiadó, 1986, ISBN 963-11-3907-7